# Isgrew-Passage
Die Isgrew-Passage (bulgarisch проток Изгрев protok Isgrew) ist eine 2,3 km breite Meerenge im Archipel der Südlichen Shetlandinseln. Sie trennt Rogozen Island, Heywood Island und die Pordim-Inseln von der Nordwestküste von Robert Island.
Britische Wissenschaftler kartierten sie 1968, bulgarische 2009. Die bulgarische Kommission für Antarktische Geographische Namen benannte sie 2013 nach Ortschaften im Norden, Nordosten, Südosten und Südwesten Bulgariens.